# Lancer du poids féminin aux championnats du monde d'athlétisme 2013
Navigation
Daegu 2011 Pékin 2015
L'épreuve du lancer du poids féminin des Championnats du monde de 2013 s'est déroulée les 10 et 12 août 2013 dans le Stade Loujniki, le stade olympique de Moscou. Elle est remportée par la Néo-Zélandaise Valerie Adams.

## Records et performances

### Records
Les records du lancer de poids femmes (mondial, des championnats et par continent) étaient avant les championnats 2013 les suivants.  
| Record du monde           | Natalya Lisovskaya | Union soviétique | 22,63 m | Moscou, Union soviétique | 7 juin 1987      |
| Record des championnats   | Natalya Lisovskaya | Union soviétique | 21,24 m | Rome, Italie             | 5 septembre 1987 |
| Record d'Afrique          | Vivian Chukwuemeka | Nigeria          | 18,35 m | Ijebu Ode, Nigéria       | 17 avril 2006    |
| Record d'Asie             | Li Meisu           | Chine            | 21,76 m | Shijiazhuang, Chine      | 23 avril 1988    |
| Record d'Amérique du Nord | Belsy Laza         | Cuba             | 20,96 m | Mexico, Mexique          | 2 mai 1992       |
| Record d'Amérique du Sud  | Elisângela Adriano | Brésil           | 19,30 m | Tunja, Colombie          | 14 juillet 2001  |
| Record d'Europe           | Natalya Lisovskaya | Union soviétique | 22,63 m | Moscou, Union soviétique | 7 juin 1987      |
| Record d'Océanie          | Valerie Vili       | Nouvelle-Zélande | 20,69 m | Rio de Janeiro, Brésil   | 17 mai 2009      |

### Performances
Les dix lanceuses de poids les plus performantes de l'année sont, avant les championnats, les suivantes. 
| 1  | Valerie Adams       | Nouvelle-Zélande | 20,90 m | Londres        | 27 juillet 2013 |
| 2  | Michelle Carter     | États-Unis       | 20,24 m | Des Moines     | 22 juin 2013    |
| 3  | Christina Schwanitz | Allemagne        | 20,20 m | Shanghai       | 18 mai 2013     |
| 4  | Lijiao Gong         | Chine            | 20,12 m | Eugene, Orégon | 31 mai 2013     |
| 5  | Evgeniia Kolodko    | Russie           | 19,86 m | Moscou         | 25 juillet 2013 |
| 6  | Alena Kopets        | Biélorussie      | 19,24 m | Minsk          | 7 juin 2013     |
| 7  | Irina Tarasova      | Russie           | 19,20 m | Sotchi         | 26 mai 2013     |
| 8  | Li Ling             | Chine            | 19,04 m | Shenyang       | 15 juin 2013    |
| 9  | Tia Brooks          | États-Unis       | 18,96 m | Austin (Texas) | 25 mai 2013     |
| 10 | Halyna Obleshchuk   | Ukraine          | 18,77 m | Kiev           | 21 mai 2013     |

## Engagées
Pour se qualifier, il faut avoir réalisé au moins 18,30 m (minimum A) ou 17,20 m (minimum B) entre le 1er octobre 2012 et le 29 juillet 2013.

## Médaillées
| Or            | Argent              | Bronze      |
| Valerie Adams | Christina Schwanitz | Gong Lijiao |

## Résultats

### Finale
| Rang               | Athlète             | Pays             | Essais  | Essais  | Essais  | Essais  | Essais  | Essais  | Marque      | Notes |
| Rang               | Athlète             | Pays             | 1       | 2       | 3       | 4       | 5       | 6       | Marque      | Notes |
| ------------------ | ------------------- | ---------------- | ------- | ------- | ------- | ------- | ------- | ------- | ----------- | ----- |
| Médaille d'or      | Valerie Adams       | Nouvelle-Zélande | 20,41 m | 20,46 m | 20,88 m | X       | 20,76 m | 20,32 m | 20,88 m     |       |
| Médaille d'argent  | Christina Schwanitz | Allemagne        | 19,22 m | 19,72 m | 19,61 m | 19,42 m | 19,74 m | 20,41 m | 20,41 m     | PB    |
| Médaille de bronze | Gong Lijiao         | Chine            | 19,16 m | 19,95 m | 19,74 m | X       | 19,37 m | 19,77 m | 19,95 m     |       |
| 4                  | Michelle Carter     | États-Unis       | 19,92 m | 19,94 m | 19,35 m | X       | 19,67 m | 19,57 m | 19,94 m     |       |
| 5                  | Li Ling             | Chine            | 18,30 m | 17,97 m | 18,18 m | 17,68 m | 18,39 m | 18,32 m | 18,39 m     |       |
| 6                  | Irina Tarasova      | Russie           | 18,06 m | 17,82 m | 18,08 m | 18,31 m | X       | 18,37 m | 18,37 m     |       |
| 7                  | Tia Brooks          | États-Unis       | 18,09 m | X       | 17,94 m | 17,73 m | X       | 17,49 m | 18,09 m     |       |
| 8                  | Galyna Obleshchuk   | Ukraine          | 16,84 m | 18,08 m | 17,92 m |         |         |         | 18,08 m     |       |
| 9                  | Liu Xiangrong       | Chine            | X       | 18,04 m | 17,72 m |         |         |         | 18,04 m     |       |
| 10                 | Natalia Ducó        | Chili            | 17,58 m | 18,00 m | 18,02 m |         |         |         | 18,02 m     |       |
| 11                 | Alena Kopets        | Biélorussie      | X       | 17,24 m | 17,70 m |         |         |         | 17,70 m     |       |
| —                  | Evgeniia Kolodko    | Russie           | 18,97 m | 19,49 m | 19,10 m | 19,81 m | X       | X       | DQ (dopage) |       |

### Qualifications
| Rang | Athlète            | Pays              | Distance     | Essais  | Essais  | Essais  |
|      |                    |                   |              | Essai 1 | Essai 2 | Essai 3 |
| ---- | ------------------ | ----------------- | ------------ | ------- | ------- | ------- |
| 1    | Valerie Adams      | Nouvelle-Zélande  | 19,89 m (Q)  | 19,89 m |         |         |
| 2    | Evgeniia Kolodko   | Russie            | 19,55 m (Q)  | 19,55 m |         |         |
| 3    | Gong Lijiao        | Chine             | 18,88 m (Q)  | 18,88 m |         |         |
| 4    | Liu Xiangrong      | Chine             | 18,68 m (q)  | 18,54 m | 18,11 m | 18,68 m |
| 5    | Tia Brooks         | États-Unis        | 17,92 m (q)  | 17,92 m | 17,68 m | 17,75 m |
| 6    | Josephine Terlecki | Allemagne         | 17,87 m      | 17,87 m | X       | X       |
| 7    | Cleopatra Borel    | Trinité-et-Tobago | 17,84 m (SB) | 16,90 m | 17,84 m | 17,02 m |
| 8    | Anca Heltne        | Roumanie          | 17,76 m      | 17,76 m | 17,46 m | X       |
| 9    | Yuliya Leantsiuk   | Biélorussie       | 17,73 m      | 16,93 m | 17,09 m | 17,73 m |
| 10   | Sandra Lemos       | Colombie          | 17,55 m      | 17,55 m | 17,48 m | X       |
| 11   | Anita Marton       | Hongrie           | 17,32 m      | 16,98 m | 17,32 m | 16,99 m |
| 12   | Olga Golodna       | Ukraine           | 17,21 m      | 17,21 m | X       | 17,17 m |
| 13   | Emel Dereli        | Turquie           | 16,60 m      | 16,58 m | 16,03 m | 16,60 m |
| 14   | Valentina Muzaric  | Croatie           | 16,47 m      | 16,47 m | X       | 16,44 m |
|      | Leyla Rajabi       | Iran              | DNS          | -       |         |         |

| Rang | Athlète                      | Pays        | Distance         | Essais  | Essais  | Essais  |
|      |                              |             |                  | Essai 1 | Essai 2 | Essai 3 |
| ---- | ---------------------------- | ----------- | ---------------- | ------- | ------- | ------- |
| 1    | Michelle Carter              | États-Unis  | 19,76 m (Q)      | 18,29 m | 19,76 m |         |
| 2    | Christina Schwanitz          | Allemagne   | 19,18 m (Q)      | 18,06 m | 19,18 m |         |
| 3    | Irina Tarasova               | Russie      | 18,37 m (q)      | 18,37 m | X       | 18,19 m |
| 4    | Natalia Duco                 | Chili       | 18,28 m (q) (SB) | 17,73 m | 17,78 m | 18,28 m |
| 5    | Li Ling                      | Chine       | 18,19 m (q)      | 18,13 m | X       | 18,19 m |
| 6    | Galyna Obleshchuk            | Ukraine     | 18,04 m (q)      | 18,04 m | X       | 17,82 m |
| 7    | Alena Kopets                 | Biélorussie | 17,87 m (q)      | 16,68 m | 17,87 m | 17,50 m |
| 8    | Geisa Arcanjo                | Brésil      | 17,55 m          | 17,55 m | X       | X       |
| 9    | Radoslava Mavrodieva Yankova | Bulgarie    | 17,34 m          | 17,34 m | 17,16 m | 17,33 m |
| 10   | Chiara Rosa                  | Italie      | 17,18 m          | 17,18 m | X       | 16,71 m |
| 11   | Úrsula Ruiz                  | Espagne     | 17,14 m          | 16,64 m | 16,99 m | 17,14 m |
| 12   | Ahymará Espinoza             | Venezuela   | 16,86 m          | 16,24 m | 16,86 m | 16,39 m |
| 13   | Yaniuvis Lopez               | Cuba        | 16,82 m          | X       | 16,82 m | 16,56 m |
| 14   | Aliona Dubitskaya            | Biélorussie | 16,53 m          | X       | 16,37 m | 16,53 m |
| 15   | Alyssa Hasslen               | États-Unis  | 15,97 m          | 15,93 m | 15,67 m | 15,97 m |

## Légende
Records et Performances
- AR : Record continental (area record)
- CR : Record des championnats (championship record)
- MR : Record du meeting (meet record)
- NR : Record national (national record)
- OR : Record olympique (olympic record)
- PR : Record paralympique (paralympic record)
- PB : Record personnel (personal best)
- SB : Meilleure performance personnelle de la saison (season's best)
- WL : Meilleure performance mondiale de l'année (world leader)
- WJR : Record du monde junior (world junior record)
- WR : Record du monde (world record)

Circonstances et Conditions
- DNF : N'a pas terminé (did not finish)
- DNS : N'a pas pris le départ (did not start)
- DQ : Disqualification (disqualification)
- NM : Aucun essai valable enregistré (No Mark)
- Q : Qualifié « directement » au prochain tour (ou à la prochaine compétition), lors d'une compétition majeure, grâce au classement ou à la réalisation des minima (automatic qualifier)
- q : Qualifié au prochain tour (ou à la prochaine compétition), lors d'une compétition majeure, grâce au repêchage ou à la réalisation de l'une des meilleures performances parmi celles des « non qualifiés directement » (grâce au meilleur temps ou à la meilleure distance par exemple) (secondary qualifier)